# 1961-es Formula–1 német nagydíj
Az 1961-es Formula–1-es világbajnokság hatodik futama a német nagydíj volt.

## Futam
A német nagydíjon a Climax új V8-as motorja, az FWMV, amivel Brabham a második rajtpozíciót szerezte meg a körrekordot futó (8 perc, 55 másodperc) Graham Hill mögött. Moss volt a harmadik leggyorsabb, melléjük Bonnier indult még az első sorból.
A verseny kezdetén a pálya nedves volt, a vezetést a rajtnál megszerző Brabham már az első körben megcsúszott és összetörte autóját. Ezután Moss került az élre, Bonnier és Gurney Porschéje elé. Phil Hill rövid időre átvette a vezetést, de Moss az első végén visszaelőzte, és a verseny végéig az első helyen maradt. Hillre felzárkózott von Trips, majd hosszú időn át küzdöttek egymással a második helyért. A verseny végén elkezdett esni az eső, de ez nem volt hatással Mossra, aki tovább növelve előnyét, győzött von Trips, P. Hill és Clark előtt.
| Helyezés | #  | Versenyző               | Csapat/Motor    | Futott körök | Idő/Kiesés oka                    | Rajthely | Pontszám |
| -------- | -- | ----------------------- | --------------- | ------------ | --------------------------------- | -------- | -------- |
| 1        | 7  | Stirling Moss           | Lotus-Climax    | 15           | 2:18'12,4                         | 3        | 9        |
| 2        | 3  | Wolfgang von Trips      | Ferrari         | 15           | +21,4                             | 5        | 6        |
| 3        | 4  | Phil Hill               | Ferrari         | 15           | +22,5                             | 1        | 4        |
| 4        | 14 | Jim Clark               | Lotus-Climax    | 15           | +1'17,1                           | 8        | 3        |
| 5        | 18 | John Surtees            | Cooper-Climax   | 15           | +1'53,1                           | 10       | 2        |
| 6        | 2  | Bruce McLaren           | Cooper-Climax   | 15           | +2'41,4                           | 12       | 1        |
| 7        | 9  | Dan Gurney              | Porsche         | 15           | +3'23,1                           | 7        |          |
| 8        | 5  | Richie Ginther          | Ferrari         | 15           | +5'23,1                           | 14       |          |
| 9        | 28 | Jackie Lewis            | Cooper-Climax   | 15           | +5'23,7                           | 18       |          |
| 10       | 19 | Roy Salvadori           | Cooper-Climax   | 15           | +12'11,5                          | 15       |          |
| 11       | 33 | Tony Maggs              | Lotus-Climax    | 14           | +1 kör                            | 22       |          |
| 12       | 30 | Ian Burgess             | Cooper-Climax   | 14           | +1 kör                            | 24       |          |
| 13       | 11 | Hans Herrmann           | Porsche         | 14           | +1 kör                            | 11       |          |
| 14       | 31 | Carel Godin de Beaufort | Porsche         | 14           | +1 kör                            | 17       |          |
| 15       | 37 | Tony Marsh              | Lotus-Climax    | 13           | +2 kör                            | 20       |          |
| 16       | 27 | Gerry Ashmore           | Lotus-Climax    | 13           | +2 kör                            | 25       |          |
| Kiesett  | 6  | Willy Mairesse          | Ferrari         | 13           | Baleset                           | 13       |          |
| Kiesett  | 20 | Maurice Trintignant     | Cooper-Maserati | 12           | Motorhiba                         | 21       |          |
| HN       | 38 | Bernard Collomb         | Cooper-Climax   | 11           | Nem osztályozott                  | 26       |          |
| Kiesett  | 32 | Lorenzo Bandini         | Cooper-Maserati | 10           | Motorhiba                         | 19       |          |
| Kiesett  | 16 | Tony Brooks             | BRM-Climax      | 6            | Motorhiba                         | 9        |          |
| Kiesett  | 8  | Jo Bonnier              | Porsche         | 5            | Motorhiba                         | 4        |          |
| Kiesett  | 26 | Wolfgang Seidel         | Lotus-Climax    | 3            | Kiszolgálás                       | 23       |          |
| Kiesett  | 17 | Graham Hill             | BRM-Climax      | 1            | Baleset                           | 16       |          |
| Kiesett  | 15 | Innes Ireland           | Lotus-Climax    | 1            | Tűz                               | 6        |          |
| Kiesett  | 1  | Jack Brabham            | Cooper-Climax   | 0            | Baleset                           | 2        |          |
| Vi       | 10 | Edgar Barth             | Porsche         |              | Az autó nem alkalmas versenyzésre |          |          |
| Vi       | 12 | Masten Gregory          | Cooper-Climax   |              | Az autót Burgess vezette          |          |          |
| Vi       | 25 | Michael May             | Lotus-Climax    |              | Baleset edzés közben              |          |          |
| Vi       | 29 | Piero Monteverdi        | MBM-Porsche     |              |                                   |          |          |
| Vi       | 34 | Renato Pirocchi         | Cooper-Climax   |              |                                   |          |          |
| Vi       | 35 | Geoff Duke              | Cooper-Climax   |              | Az autó nem volt kész             |          |          |
| Vi       | 39 | John Campbell-Jones     | Cooper-Climax   |              |                                   |          |          |

## Statisztikák
100. Formula–1-es nagydíj.
- A versenyben vezetett: Stirling Moss 15 kör (1-15)
- Stirling Moss 16. győzelme, Phil Hill 6. pole-pozíciója, 5. leggyorsabb köre.
- Lotus 4. győzelme.